# Lobonematidae
Famille
Les Lobonematidae sont une famille de méduses de l'ordre des Rhizostomeae.

## Liste des genres
Selon World Register of Marine Species (12 septembre 2015) et ITIS (12 septembre 2015) :
- genre Lobonema Mayer, 1910
  - espèce Lobonema smithii Mayer, 1910 — Indo-Pacifique
- genre Lobonemoides Light, 1914
  - espèce Lobonemoides robustus Stiasny, 1920 — Indo-Pacifique central
  - espèce Lobonemoides sewelli Rao, 1931 — Océan Indien